# Теклінув (Сілезьке воєводство)
Теклінув (пол. Teklinów) — село в Польщі, у гміні Крушина Ченстоховського повіту Сілезького воєводства.
Населення — 345 осіб (2011).
У 1975-1998 роках село належало до Ченстоховського воєводства.

## Демографія
Демографічна структура станом на 31 березня 2011 року:
|          | Загалом | Допрацездатний вік | Працездатний вік | Постпрацездатний вік |
| -------- | ------- | ------------------ | ---------------- | -------------------- |
| Чоловіки | 167     | 30                 | 123              | 14                   |
| Жінки    | 178     | 38                 | 105              | 35                   |
| Разом    | 345     | 68                 | 228              | 49                   |